# Kruhloluhiwka
Kruhloluhiwka (deutsch Rundewiese, russisch Рундевизе, seit 1945 ukrainisch Круглолугівка Kruhloluhiwka) war eine deutsche Kolonie im Russischen Kaiserreich. Sie lag im Gouvernement Tschernigow, Bezirk Bachmatsch und wurde 1766 von Lutheranern aus Hessen, Sachsen, Hannover und Preußen gegründet.
Im Jahr 1768 bauten die Kolonisten die ersten 25 Häuser. Im Jahr 1859 lebten in der Kolonie 495 Menschen.
Im Jahr 1832 wurde von 26 Familien aus der Mutterkolonie Rundewiese die Tochterkolonie, Nr. 21 Rundewiese, heute: Luhanske im Rajon Rosiwka bei Mariupol gegründet.
Ab 1885 lebten in der Mutterkolonie Rundewiese 856 Menschen, es gab 83 Höfe und ein lutherisches Gebetshaus. Bei der Volkszählung 1897 lebten 1011 Personen im Dorf. Durch eine Gebietsreform 1923 kam das Dorf unter Verwaltung der Gemeinde Konotop. Ab 1924 lebten im Dorf 1012 Menschen auf 186 Höfen.
Im Sommer 1929 begann die Kollektivierung der Höfe. Die deutschen Bauern protestierten mit Massenprotesten gegen die Zwangskollektivierung. Im Jahr 1929 wurden drei Bewohner vom Gericht Konotop zu fünf Jahren Haft verurteilt. Während der stalinistischen Repressionen von 1937 bis 1938 wurden 16 Dorfbewohner zum Tode verurteilt, darunter eine Frau (Maria Kister-Stvinska), sechs Männer der Familie Melcher und drei Männer der Familie Braun. Weitere 13 Bewohner wurden zu 5 bis 10 Jahren Lagerhaft verurteilt.
Ende August 1941 erließen die bolschewistischen Behörden den Befehl, die Deutschen in die östlichen Regionen des Landes zu deportieren. Die NKWD-Abteilung Tschernihiw konnte dieser Anordnung jedoch nicht nachkommen, da Tschernihiw am 9. September von den Deutschen eingenommen wurde. Deutsche Truppen erreichten am 14. September 1941 das Dorf Rundewiese.
Ab August 1943 begann eine groß angelegte Evakuierung von Volksdeutschen aus dem Gebiet des  Reichskommissariats Ukraine. Als sich die Front Ende August/Anfang September 1943 näherte, machten sich die Bewohner zusammen mit Deutschen aus anderen lutherischen Dörfern (Білі Вежі № 2, Городок, Кальчинівка) auf den Weg nach Westen.
Nach der Befreiung von Rundewiese durch die Rote Armee wurden die verbliebenen Deutschen nach Kasachstan und Sibirien deportiert, und nur Ukrainer blieben im Dorf.
Im März 1944 wurden die Flüchtlinge im westlichen Warthegau untergebracht, im Januar 1945 flohen sie weiter nach Westen. Im besetzten Deutschland wurden einige Bewohner von Rundewiese von Suchteams des NKWD gefunden und in die Regionen Kirow und Wologda in Russland deportiert, einigen gelang die Flucht.
Im Juni 1945 wurde das Dorf Rundevizia in russisch Круглолуговка Krugolugovka bzw. ukrainisch Круглолугівка Kruhloluhiwka umbenannt. Im September 2009 wurde das Dorf offiziell für aufgelöst erklärt und aus dem Register der Landratsgemeinde von Biloweschi Perschi gestrichen.